# Sam Cambio

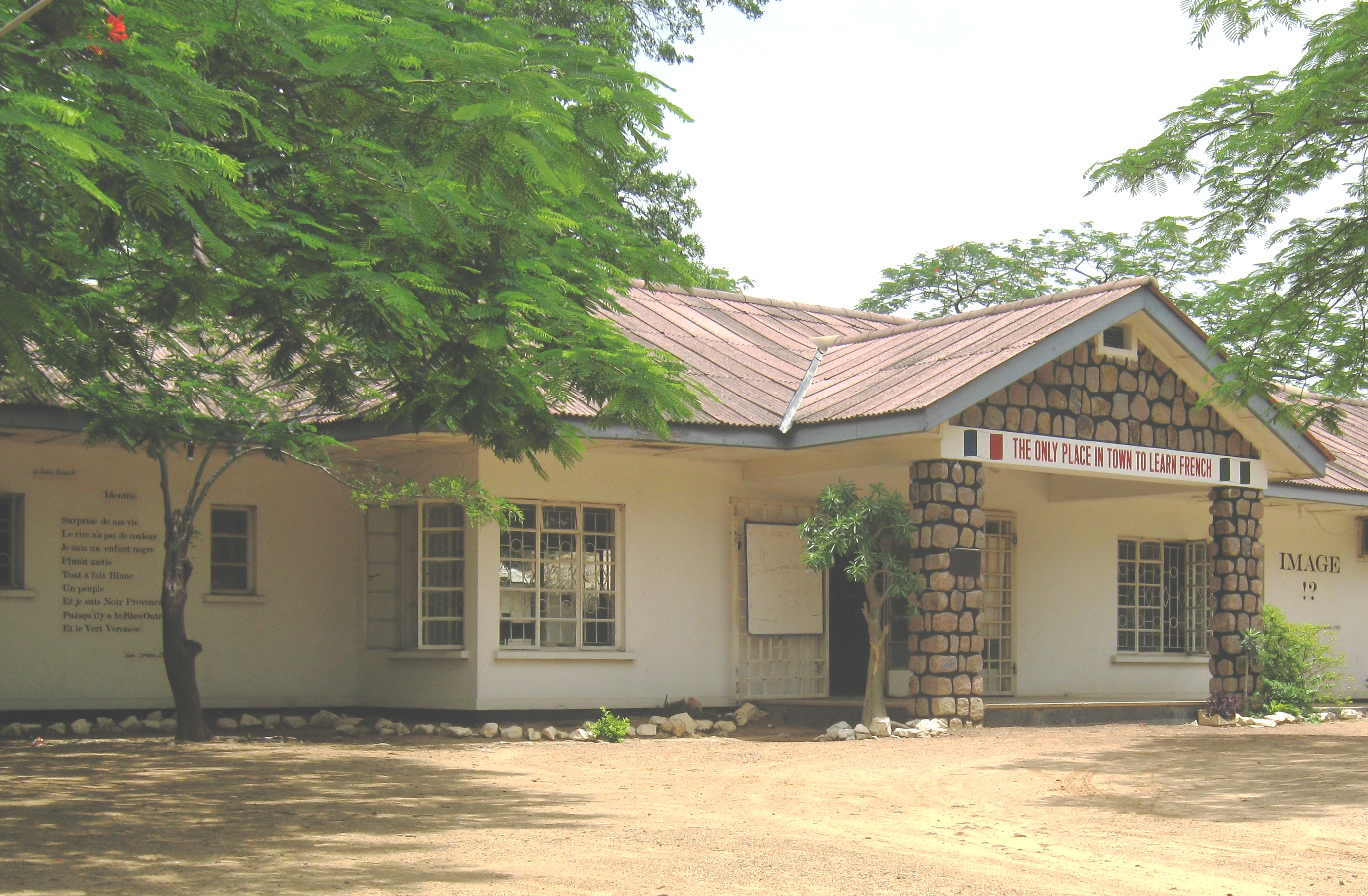
Façade de l'Alliance française de Kano au Nigeria, où sont inscrits Identité et Image!?, deux poèmes de Sam Cambio

Sam Cambio (de son vrai nom Jacques Bianco) est un reporter et écrivain français né en 1946 à Marseille.

## Biographie
Autodidacte, "fils de lui-même", il est né de père inconnu et a été abandonné par sa mère à l'âge de trois ans.
Il a été élevé par ses grands-parents d'origine italienne, Rose et Félix Bellocchia dans la campagne marseillaise.
Son grand-père, docker, a été décoré de la médaille d'honneur du travail du Grand port maritime de Marseille, alors appelé Port Autonome de la ville de Marseille. Cette enfance a nourri la créativité de Sam Cambio et donné naissance au poème Identité.
Sam Cambio a été stagiaire de l'IESA (Institut d’études supérieures des Arts), il a également suivi une formation aux métiers de la télévision dans le cadre de l'INA, directeur de stage Patrick Clement. Il a travaillé pour le quotidien Libération (directeur Serge July) de 1973 à 1978, et de 1989 à 1990 ainsi que pour le mensuel Actuel de 1991 à 1992 sous la direction de Jean-François Bizot.
Il est auteur de nombreux articles sur des faits de société dont l'un : Ces dealers du soleil qui trafiquent en sous-sol a été cité dans la revue de presse d'Ivan Levaï de France Inter. Il a écrit de nombreux poèmes dont Révolution, Identité (reproduit sur la façade de l'Alliance française de Kano, ce poème est également en exergue de l’éditorial de Régine Cuzin, commissaire de l’exposition d’art contemporain Latitudes 2009), Image ! ? et réalisé des interviews d'artistes plasticiens, écrit Le petit Pouçet fractal sur Georges Adeagbo. En 2008 il a composé les textes du livre d'artiste Cantate, réalisé avec Nathalie Leroy-Fiévée, peintre.
En 1985, il a écrit l'article Au voleur ! illustré par des photos de Robert Doisneau, publié dans Journ'hall pour l'inauguration de la Grande halle de La Villette et la Biennale de Paris.
Sam Cambio a rédigé les scénarios Sur la Route de l’Esclave, Km 150, La Ligne Bleue des Vosges (avec Patrick Deval), Sur la piste d’Addi Ba (avec Catherine Foussadier et François Rossini), La Ligne Bleue des Vosges,.
En 1994, il a été l'initiateur de l’exposition itinérante d’art contemporain La Route de l’art sur la Route de l’esclave, Commissaire : Régine Cuzin, inaugurée le 18 juin 1994 à la Saline royale d'Arc-et-Senans avant d'être présentée au Brésil et dans la Caraïbe et de sombrer dans l'Atlantique.
Lors d'une résidence de trois mois au Nigeria en 2000, Sam Cambio a animé dans le cadre de la manifestation Lire en fête des ateliers d'écriture poétique pour adultes et enfants organisés par l'Alliance française et Luc Lagouche (alors enseignant à l'École française de Kano) ainsi que L'Alliance française et le Centre culturel français de Lagos. Il a été coauteur avec le photographe Guy Hersant de Please do not move, travail présenté dans le hall de la Présidence, Université Rennes 2 Villejean en 2006. Il a été à l'origine de l'exposition de poésie à l'Alliance française de Kano « Image ! ? ». Présence, recueil de poèmes inspirés par son séjour au Nigeria a été publié au terme de la résidence.
En 2010, Sam Cambio est invité à Montpellier par la galerie AL/MA et les éditions Méridianes à l'exposition Nathalie Leroy-Fiévée. Une œuvre de cette artiste illustrant le recueil de poèmes Biographies y est montrée. Eric Adjetey Anang figure également parmi les artistes ayant retenu l'attention de Sam Cambio qui lui a dédié le poème Ghana, qui traduit en russe et en coréen a été présenté en 2011 au Musée mondial de l'art funéraire de Novossibirsk et à la Biennale du Design de Gwangju.
Le 1er mars 2011, la Bibliothèque du Musée d'art moderne de la ville de Paris intègre Ces œuvres et moi dans ses collections.
En août 2013, son poème Ghana est reproduit à grande échelle et intégré à la scénographie de l'exposition des œuvres d'Eric Adjetey Anang durant le festival Images - Occupy Utopia à Copenhague.
Juin 2014: expositions Mes Géographies au Musée d'art moderne de la ville de Paris et Une tache de sang noir dans la lavande à la Galerie Ygrec, sur l'invitation de l'École nationale supérieure d'arts de Paris-Cergy.
Février 2015 : ateliers d'écriture au Kenya, en collaboration avec l'ambassade de France, les Alliances françaises de Nairobi et Mombasa et le lycée Denis Diderot (Nairobi). Publication de deux ouvrages dont un illustré par des enfants de Kibera.
Toujours en 2015, l'artiste Stéphanie Radenac, inventrice du concept de design émotionnel, a créé une pièce à partir du poème Gourmet-Gourmand de Sam Cambio.